# 国际数学家大会
国际数学家大会（International Congress of Mathematicians，简称ICM）是由国际数学联盟（IMU）主办的全球性数学学术会议。会议的主要内容是进行学术交流，并在开幕式上颁发菲尔兹奖（1936年起）、奈望林纳奖（1982年起）、高斯奖（2006年起）和陈省身奖章（2010年起）。
首届国际数学家大会1897年在瑞士蘇黎世举行，1900年巴黎大会之后每四年举行一次。除两次世界大战的影响外，国际数学家大会从未中断。
2022年大会于7月6日至14日在线上举行。

## 歷史
随着数学研究的深入，国际合作的重要性越来越大。德國數學家康托和菲利克斯·克萊因在1890年代提出了舉辦國際數學家大會的想法。康托在1891年德国数学家联合会（Deutsche Mathematiker-Vereinigung，简称DMV）的第一次大会上当选为主席后，积极推动数学国际组织的筹备。康托把想法写信告诉了欧洲著名的数学家，并得到了法国、俄国、意大利数学家们的积极回应。康托为大会的筹备付出了极大努力，他自命领导，起草通知和大会议程。在康托的多方奔走、积极努力下，1897年8月9日，首次国际数学家大会终于在瑞士的苏黎世召开了。
於1900年第二次巴黎大會後每四年舉行一次，但兩次大戰前後停辦三次。由於國際數學家大會的演講者與參與者參加的人數不斷增加，1950年才又成立了國際數學聯盟執行各項事宜。
1900年巴黎大會中，希爾伯特提出了23個重要的數學未解問題，後來稱為希爾伯特的23個問題。
第一次世界大戰後，在協約國的堅持下，1920年斯特拉斯堡和1924年多倫多的大會，前同盟國成員國的數學家都被摒除在外。因此這兩屆是否算為真正的國際數學家大會，一直存在爭議。1928年的博洛尼亞大會論文集，記為第6屆，列於1912年劍橋第5屆大會之後。1932年大會開幕禮中，赫爾曼·外爾說：「我們在此要處理一個異乎尋常的事件。關於數字n，對應於方才開幕的國際數學家大會，我們有不等式 7 ≤ n ≤ 9。不幸地，我們的公理基礎不夠充份，來給出更精確的命題。」自1932年起，國際數學家大會都不再稱為第幾屆大會。
加拿大數學家約翰·查爾斯·菲爾茲因感國際數學界的分裂，有意成立國際性數學獎項。1932年的蘇黎世大會中，按照他的意願，成立菲爾茲獎委員會，从下一屆（1936年）開始頒發，獎勵二至四位年輕的數學家。
1932年大會中，埃米·諾特成為第一個作大會報告的女性。
原定在1982年在波蘭華沙舉行的大會，因為波蘭政府當時實施戒嚴，延到1983年舉行。
2002年在中国北京举行的大会成为首次在发展中国家举办的国际数学家大会。

### 大會和國際數學聯盟的關係
早期國際數學家大會的籌辦委員會，都是臨時組成，沒有專門組織持續管理各屆大會。第一次世界大戰後，協約國在布魯塞爾成立了國際研究理事會（International Research Council）。按照理事會的指示，國際數學聯盟於1920年成立，是現今的國際數學聯盟的前身。國際數學聯盟受到國際研究理事會的壓力，將原定於斯德哥爾摩舉行的1920年大會，改為在斯特拉斯堡舉行，並且規定以前屬於同盟國的數學家不能參加大會。這條規則在1924年的大會繼續執行。英國和美國的數學家很多都對摒除規則不滿。1924年的大會原本在紐約舉行，但是美國數學學會撤回主辦大會的請求，以示抗議這條規則，於是大會要改在多倫多舉行。因為實施了摒除規則，及所引起的抗議，這兩屆大會的規模比以前要小得多。1928年大會籌辦之時，國際研究理事會及國際數學聯盟仍然堅持實施規則。因著外界對規則的抗議，以及美國數學學會和倫敦數學學會可能杯葛大會，籌辦方於是決定大會不交由國際數學聯盟主持，改為由博洛尼亞大學主持。1928年及其後的大會都開放給全世界的數學家參與。1931年國際數學聯盟的規章到期，1932年大會決議解散國際數學聯盟，主因是反對國際研究理事會對其施加壓力。
1950年大會決議重新成立國際數學聯盟，於1951年正式成立，自1954年大會開始，各屆大會都由國際數學聯盟主持。

### 蘇聯的參與
蘇聯派了27人參加1928年大會，10人參加1932年大會。1936年，即使向蘇聯發了一些邀請，但蘇聯沒有代表參加。1950年大會蘇聯再次無人參加，而東方集團除了南斯拉夫外，也沒人參加。安德雷·柯爾莫哥洛夫獲委任為1950年菲爾茲獎評審委員，但是他沒有參與委員會工作。縱使如此，1950年大會結束前幾天，主辦者卻收到蘇聯科學院院長谢尔盖·伊万诺维奇·瓦维洛夫的電報，感謝主辦者邀請蘇聯數學家，但蘇聯數學家「忙於日常工作」未能參加，並且祝願大會成功。這封電報給未來大會帶來希望。1953年斯大林死後，情況進一步改善。1954年大會有5個蘇聯代表參加，東方集團中有幾個國家也有代表。1957年蘇聯加入國際數學聯盟，此後的大會，蘇聯和東方集團的科學家，大多時候維持正常程度的參與。1966年大会在苏联首都莫斯科举行。但蘇聯和大會主辦者之間關係仍然緊張，受邀的蘇聯數學家，常常無法取得出國簽證而無法參加大會。1974年多倫多大會中，蘇聯41個受邀講者，只有20個來到。格列戈里·馬爾古利斯獲得1978年菲爾茲獎，但他不能取得出國簽證，所以無法前往1978年赫爾辛基大會。1978年後，蘇聯要求在授予蘇聯數學家菲爾茲獎前，都要先得到蘇聯科學院批准。但是，國際數學聯盟堅持大會的受邀講者和得獎者，都由其指派的各專責委員會全權決定。

## 各屆舉行地點
| 年份                   | 國家   | 城市               |
| ---------------------- | ------ | ------------------ |
| 2022年                 | -      | 線上舉行           |
| 2018年                 | 巴西   | 里約熱內盧         |
| 2014年                 | 韩国   | 首尔               |
| 2010年                 | 印度   | 海得拉巴           |
| 2006年                 | 西班牙 | 馬德里             |
| 2002年                 | 中國   | 北京               |
| 1998年                 | 德國   | 柏林               |
| 1994年                 | 瑞士   | 蘇黎世             |
| 1990年                 | 日本   | 京都               |
| 1986年                 | 美國   | 加利福尼亚州伯克利 |
| 1982年（舉行於1983年） | 波蘭   | 華沙               |
| 1978年                 | 芬蘭   | 赫爾辛基           |
| 1974年                 | 加拿大 | 溫哥華             |
| 1970年                 | 法國   | 尼斯               |
| 1966年                 | 蘇聯   | 莫斯科             |
| 1962年                 | 瑞典   | 斯德哥爾摩         |
| 1958年                 | 英國   | 愛丁堡             |
| 1954年                 | 荷蘭   | 阿姆斯特丹         |
| 1950年                 | 美國   | 马薩諸塞州剑桥     |
| 1936年                 | 挪威   | 奧斯陸             |
| 1932年                 | 瑞士   | 蘇黎世             |
| 1928年                 | 義大利 | 博洛尼亞           |
| 1924年                 | 加拿大 | 多倫多             |
| 1920年                 | 法國   | 斯特拉斯堡         |
| 1912年                 | 英國   | 劍橋               |
| 1908年                 | 義大利 | 羅馬               |
| 1904年                 | 德國   | 海德堡             |
| 1900年                 | 法國   | 巴黎               |
| 1897年                 | 瑞士   | 蘇黎世             |

## 註
1. ↑  原訂於俄羅斯聖彼得堡，但因俄羅斯入侵烏克蘭，IMU改為線上。不过菲尔兹奖颁奖典礼与获奖者讲座则在芬兰赫尔辛基线下举行，同时进行线上直播。[7]